# 茄蔘
茄蔘（學名：Mandragora caulescens），为茄科茄蔘屬下的一个植物种。